# 리프트 라이벌즈 2018 - 블루 리프트
리프트 라이벌즈 2018 - 블루 리프트는 2018 리프트 라이벌스 LCS EU/LCS NA 지역 경기이다.

## 개요
- 주최 : 라이엇 게임즈
- 주관 : 라이엇 게임즈

### 방식
- 인터 리그
  - 서로 다른 지역의 팀 간 단판 경기를 치른다.
  - 1위한 지역은 결승전 1~3세트에 어드벤티지를 얻는다.

- 결승전
  - 5전 3선승제
  - 1~3경기는 1위 지역이 2위 지역의 팀을 확인 후, 출전 팀을 선정하는 어드벤티지가 있다.

### 일정
- 인터 리그 : 7월 5일 (목) ~ 6일 (금)
- 결승 : 7월 7일 (토)

### 경기장
- 로스엔젤레스 LCS NA 스튜디오

## 인터 리그
- 지역 순위

| 팀     | 경기 | 승 | 패 | 결과            |
| ------ | ---- | -- | -- | --------------- |
| LCS EU | 9    | 5  | 4  | 결승 어드벤티지 |
| LCS NA | 9    | 4  | 5  |                 |

- LCS EU

| 팀         | 경기 | 승 | 패 |
| ---------- | ---- | -- | -- |
| G2 e스포츠 | 3    | 3  | 0  |
| 프나틱     | 3    | 2  | 1  |
| 스플라이스 | 3    | 0  | 3  |

- LCS NA

| 팀         | 경기 | 승 | 패 |
| ---------- | ---- | -- | -- |
| 팀 리퀴드  | 3    | 2  | 1  |
| 에코 폭스  | 3    | 1  | 2  |
| 100 씨브스 | 3    | 1  | 2  |

| 대 진 표   | 대 진 표 | 대 진 표 | 대 진 표   | 경 기 | 일 정          |
| 블루 진영  | 스코어   | 스코어   | 레드 진영  | 경 기 | 일 정          |
| ---------- | -------- | -------- | ---------- | ----- | -------------- |
| 프나틱     | 승       | 패       | 에코 폭스  | 1경기 | 2018년 7월 5일 |
| 팀 리퀴드  | 승       | 패       | 스플라이스 | 2경기 | 2018년 7월 5일 |
| G2 e스포츠 | 승       | 패       | 100 씨브스 | 3경기 | 2018년 7월 5일 |
| 에코 폭스  | 승       | 패       | 스플라이스 | 4경기 | 2018년 7월 5일 |
| 팀 리퀴드  | 승       | 패       | 프나틱     | 5경기 | 2018년 7월 6일 |
| G2 e스포츠 | 승       | 패       | 에코 폭스  | 6경기 | 2018년 7월 6일 |
| 프나틱     | 승       | 패       | 100 씨브스 | 7경기 | 2018년 7월 6일 |
| 팀 리퀴드  | 패       | 승       | G2 e스포츠 | 8경기 | 2018년 7월 6일 |
| 100 씨브스 | 승       | 패       | 스플라이스 | 9경기 | 2018년 7월 6일 |

## 결승전
| 대 진 표   | 대 진 표 | 대 진 표 | 대 진 표   | 경 기 | 일 정          |
| LCS EU     | 스코어   | 스코어   | LCS NA     | 경 기 | 일 정          |
| ---------- | -------- | -------- | ---------- | ----- | -------------- |
| G2 e스포츠 | 패       | 승       | 에코 폭스  | 1경기 | 2018년 7월 7일 |
| 프나틱     | 승       | 패       | 100 씨브스 | 2경기 | 2018년 7월 7일 |
| 스플라이스 | 승       | 패       | 팀 리퀴드  | 3경기 | 2018년 7월 7일 |
| 프나틱     | 승       | 패       | 에코 폭스  | 4경기 | 2018년 7월 7일 |